# Vârșești, Argeș
Vârșești este un sat în comuna Vedea din județul Argeș, Muntenia, România.